# 新井美穂 (モデル)
新井 美穂（あらい みほ、1991年11月18日 - ）は、日本の女性モデルである。まろもかみるく所属。
2022/7〜 大栄カントリー倶楽部 女子研修会 会長                   

## 人物
- 姉,兄がいる[1]。
- 愛犬はチワワxダックスのMIX犬　名前 maro(女の子) moka (女の子) milk (男の子)
- 趣味   ゴルフ(ベストスコア 78/ハーフベスト36)  ONE PIECE(アニメ)
- 特技   書道6段  色彩検定3級

## 略歴
- 2011年7月 ブライダル産業フェアー
- エッジスタイル9月号(8月7日発売) 初登場
- エッジスタイル(毎月7日発売)
- ゼクシーモデル10月号(8月24日発売)
- エッジスタイル主催エッジナイトゲスト
- エッジスタイル×企業コラボイベントゲスト
- エッジスタイル×企業コラボイベントゲストMC
- エッジスタイル××企業コラボイベントメインMC
- 新井美穂トークショー　池袋サンシャイン噴水広場 (東京スポーツ掲載)[動画 2]
- キャンディーブーケJAPAN(株式会社K.B.C)イメージモデル
- AKIRA(ビューティートップヤマノ)×新井美穂ブライダルイベント　(ブライダルモデル)
- FM79.2 江東モーニングゲスト
- エコチョップス(株式会社ドリームウイル)イメージモデル
- 2012年2月 関西コレクションS/Sゲストモデルとして初出演[2]。
- 2012年4月 新井美穂アメーバスタジオ・プレミアム放送開始
- 2012年4月 『JJ (雑誌)』（光文社）の撮影に初参加。
- 2012年5月 国際ブライダルフェアat福岡ゲストモデル
- 2012年7月 モデルプレス(ネットネイティブ) 特集記事掲載
- 2012年9月 関西コレクションA/Wゲストモデルとして出演[3]。
- アメブロ芸能人急上昇ランキング1位、女性モデル1位、総合6位 ランクイン
- TATEYAMA KIMONO GIRLS COLLECTION スペシャルゲスト
- アパレルブランド(PINKsCANTY)着用/広告モデル (BLENDA,EDGESTYLE,SCawaii!)掲載
- 2013年3月 KANAZAWA GIRLS FESTIVAL MANTファッションショーゲストモデル
- 2013年9月 GAKUSEI COLLECTION 2013A/W スペシャルゲスト[動画 3]
- 2014年4,5月 株式会社共同通信社ニュースサイトコラム連載 (OVO、yahoo同時掲載) 　yahooニュースアクセスランキング1位獲得 (雑誌-ライフ)
- 2015年2,3月 東京MX TV『バラいろダンディ』ゲスト
- 2015年6月〜 C CHANNEL 公式Clipper就任
- 2016年1月〜 FM79.2 江東モーニングレギュラー
- 2016年3月 TGC東京ガールズコレクション2016SS出演
- 2017年1月〜 熊本市に本社を置く総合建設　山王株式会社のイメージモデル就任
- 2017年3月 関西コレクション熊本応援アンバサー就任　 3/19開催の同コレクションでくまモン,ひごまる等と共演
- 2017年7月 熊本市PR特命大使就任（2020年現在就任中）
- 2017年8月 関西コレクション AW出演
- 2018年2月1日 YouTube みほちゃんねる開設。同年YouTube 急上昇タブ ランクイン 2/4 25位・3/2 22位 ランクイン
- 2018年3月 関西コレクション SS出演
- 2018年,2019年 スリーツアーズ応援アンバサダー (LPGA担当)

## 出演

### ランウェイ
- 関西コレクション
- 東京ガールズコレクション
- FASHION LEADERS REAL . 6
- The wedding in Thailand 2014 (日本代表)
- GAKUSEI COLLECTION  2013AW
- 2012年 TATEYAMA KIMONO GIRLS COLLECTION
- 2012年 国際ブライダルフェアin福岡
- 2011年 ブライダル産業フェアー(少女時代ジェシカ着用ドレスにて）

### イベント
- Hitachi 3Tours Championship 2018 オフィシャルサポーター (LPGA担当)
- Hitachi 3Tours Championship 2019 オフィシャルサポーター (LPGA担当)
- Hitachi 3Tours Championship 2021 オフィシャルサポーター (LPGA担当)
- ZOZO CHAMTIONSHIP 2019 PR
- 第56回ゴルフ日本シリーズJTカップ PR

### CM
- 資生堂マキアージュ web
- GIBVENCHI web
- SK- II web
- media カネボウ web
- PINKO web
- からだ巡茶 Advance web
- サントリー ほろよい web
- ユニチャームシルコットうウェットweb
- イオンweb
- ベネッセいぬのきもちねこのきもち web

### TV
- TOKYO MX『バラいろダンディ』ゲスト（2015年2,3月）
- ゴルフネットワーク Hitachi 3Tours Championship2018 特番
- ゴルフネットワーク Hitachi 3Tours Championship2019 特番
- ゴルフネットワーク Hitachi 3Tours Championship2021 特番
- BS-TBS ゴルラボ.TV（2019年4,6月）
- 秋田テレビ『柳葉敏郎のGIBAちゃんとGOLFへGO!』（2020年1月）
- 千葉テレビ

### MC
- FM79.2 江東モーニングレギュラー（2016年1月〜）
- 2018 Hanasaka Ladis ヤンマーゴルフトーナメント (本選プロアマ表彰式  選手コールOUTコース担当)
- FM88.5 TokyoMore MC（2018年7月〜）

### 雑誌
- 『EDGE STYLE（エッジスタイル）』 双葉社（2011年 - ）
- 『ゼクシーモデル』（2011年10月）
- 『JJ』 光文社（2012年 - ）
- ゴルフダイジェスト（2018年5月）8P特集
- ゴルフ雑誌 EVEN 2019年10月）16P特集

### 動画
1. ↑  はじめまして、新井美穂です! - YouTube（2018年2月1日）2020年12月13日閲覧。
2. ↑  新井美穂トークショーin池袋サンシャイン噴水広場 - YouTube（2012年3月30日「青森人の祭典・復興支援大物産展」にて）2020年12月13日閲覧。
3. ↑  新井美穂インタビュー 2013学コレ - YouTube（2013年10月5日、ディファ有明にて）2020年12月13日閲覧。